# Едгар Креспо
Едгар Роберто Креспо Ечеверија (шп. Édgar Roberto Crespo Echeverría; Панама Сити, 11. мај 1989) панамски је пливач чија специјалност су трке прсним стилом. Вишеструки је национални првак и рекордер, учесник светских првенстава и Панамеричких игара и троструки олимпијац. 
Највеће успехе у каријери постигао је на локалним спортским такмичењима, попут Јужноамеричких игара и Игара Централне Америке и Кариба, на којима је освојио бројне медаље. 

## Спортска каријера
Пажњу светске пливачке јавности је скренуо на себе освајањем бронзане медаље у трци на 50 прсно на светском јуниорском првенству у Рију. Након тога одлази у Форт Ворт у Тексасу где је студирао на приватном Тексашком хришћанском универзитету, на одсеку за Међународни маркетинг. Паралелно са студијима, Креспо се такмичио за пливачку секцију свог универзитета.
Прво велико сениорско такмичење на коме је наступио су биле Панамеричке игре 2007. у Рију, а потом је захваљујући специјалној позивници наступио на Летњим олимпијским играма у Пекингу 2008. (53. место на 100 прсно). На светским првенствима је дебитовао у Манчестеру 2008, на светском првенству у малим базенима, а годину дана касније је пливао и на светском првенству у великим базенима у Риму. 
Такмичио се и на светским првенствима у Шангају 2011, Барселони 2013, Казању 2015, Будимпешти 2017. и Квангџуу 2019, а најбољи резултат је постигао на првенству у Кини где је у квалификацијама трке на 50 прсно заузео 21. место. 
Поред Олимпијских игара у Пекингу, Креспо је наступио и на Олимпијадама у Лондону 2012. (35. на 100 прсно) и Рију 2016 (41. на 100 прсно).